# 0789
0789 è il prefisso telefonico del distretto di Olbia, appartenente al compartimento di Cagliari.
Il distretto comprende parte della provincia della Gallura Nord-Est Sardegna e confina, nel lato orientale, con il distretto di Nuoro (0784) e a ovest con quello di Sassari (079).

## Aree locali e comuni
Il distretto di Olbia comprende 10 comuni inclusi nelle 2 aree locali di Olbia e Palau (ex settori di Arzachena e Palau).
I comuni compresi nel distretto sono: Arzachena, Golfo Aranci, La Maddalena, Loiri Porto San Paolo, Monti, Olbia, Padru, Palau, Santa Teresa Gallura e Telti.
Della stessa provincia fanno eccezione 13 comuni: Aggius, Aglientu, Alà dei Sardi, Badesi, Berchidda, Bortigiadas, Buddusò, Calangianus, Luogosanto, Luras, Oschiri, Sant'Antonio di Gallura e Tempio Pausania (079).